# 曹玉 (成化進士)
曹玉（1450年—？），字德潤，應天府江寧縣人，民籍，明朝政治人物。進士出身。

## 生平
早年出身國子生，成化七年（1471年）辛卯科應天府鄉試第四十三名。成化十四年（1478年）戊戌科會試第二百十七名，殿試登進士第三甲第九十名。授南京監察御史，弘治五年（1492年）十月升湖廣按察司佥事，十三年六月升雲南按察司副使，十六年五月給事中李禄弹劾他剖词求贿，十七年八月称病致仕。

## 家族
曾祖父曹孟莊。祖父曹益。父亲曹忠，曾任知府。母王氏。永感下。弟珏。娶朱氏。